# Little Nightmares
Little Nightmares (in italiano: «piccoli incubi») è un videogioco a piattaforme-rompicapo sviluppato dal Tarsier Studios, distribuito dalla Bandai Namco Entertainment per Microsoft Windows, PlayStation 4, Xbox One e Nintendo Switch dal 28 aprile 2017.
Sono stati pubblicati all'interno dello stesso universo Very Little Nightmares, per dispositivi mobili, nel 2019 e Little Nightmares 2 per console e PC, nel 2021.

## Ambientazione
Usando i seguiti e i fumetti come riferimento, l'ambientazione della serie avviene in un luogo chiamato Il Nulla, un luogo creato o collegato dagli incubi dei bambini nei quali possono entrare addormentandosi, motivo per cui tutti i protagonisti sembrano come svegliarsi da un incubo all'inizio del gioco, o venendo invitati dalle creature di quel mondo. Anche gli adulti hanno la possibilità di penetrare in tale luogo, ma a loro spetta un altro ruolo: mentre i bambini diventano le facili prede di questo ostile e assurdo mondo, gli adulti sono invitati a diventare mostri con lo scopo di far soffrire i bambini in qualsiasi modo. Tuttavia, c'è la possibilità per i bambini di non soccombere ai pericoli dei mostri se abbracciano la scelta di crescere e diventare come gli adulti da cui non hanno fatto che scappare, come si vedrà con alcuni di essi.

## Trama
La protagonista del gioco è una bambina di nove anni di nome Six. Tutto inizia con la bambina che si sveglia ritrovandosi dentro una valigia in una enorme nave resort subacquea chiamata Le Fauci. Six intraprende un viaggio attraverso il bizzarro e imprevedibile mondo de Le Fauci. La sua fuga tuttavia si dimostra molto difficile e ciò la prova molto, sia fisicamente sia psicologicamente, visto che Six girovagando nei meandri delle Fauci, sarà costretta a nutrirsi di cibo di scarto e di topi per poter sopravvivere. Ogni volta che mangia, un'ombra dalle sue fattezze compare facendosi sempre più nitida. A complicare le cose, Six se la deve vedere anche con creature come il Custode, un essere mostruoso che controlla i bambini rapiti dalle loro case e tenuti prigionieri per poi essere serviti come cibo ai clienti.
Scappando da quest'ultimi riesce a uscire e vede di sfuggita il cuore corrotto della felicità moderna, con uomini e donne grassi in fila come bestiame in attesa di soddisfare i propri piaceri alimentari sotto l'occhio della Signora, la proprietaria de Le Fauci e l'artefice del rapimento di Six e degli altri bambini. Per poter proseguire, Six è costretta a passare nella stanza degli Ospiti, dove costoro divorano avidamente tutto ciò che gli capita a tiro e vedendo Six, provano a divorarla per appagare il loro desiderio di benessere, fallendo miseramente. A questo punto però la salute mentale di Six è gravemente compromessa: ne è la prova il fatto che, in preda ai morsi della fame, mangia un topo e un Nomino (una specie di piccolo gnomo) vivi, nonostante quest'ultimo le avesse offerto una salsiccia. Six è decisa a uscire dalle Fauci, e per questo si dirige dalla Signora.
Raggiunte le sue stanze, Six, armata di uno specchio, sconfigge La Signora, facendole vedere il suo odiato riflesso. Ormai più controllata dalla sua ombra, Six si avventa sulla Signora e l'azzanna, uccidendola, ottenendo così i suoi poteri. Con essi, Six si dirige verso l'uscita, senza temere chi possa avere intenzione di nuocerle, in quanto vengono tutti uccisi dal suo potere oscuro. Six raggiunge così l'uscita, osservata dai Nomini, ed esce in superficie.

### I segreti delle Fauci(DLC)
Più o meno pochi minuti prima dell'inizio della fuga di Six, un ragazzino soprannominato "Il fuggiasco", tenta anche lui la fuga dalle Fauci. Scappato dall'ala del Custode seguendo una sua coetanea che perde di vista, il Fuggiasco finisce nella parte bassa delle Fauci, sfuggendo alla Nonnina, una donna che attira sott'acqua chi nuota nelle parti allagate delle Fauci. Dopo averla uccisa buttando un televisore acceso nell'acqua, il Fuggiasco riprende la fuga ma è catturato dal Custode e ingabbiato.
Mentre il Fuggiasco è mandato imbalsamato verso le cucine, questi si libera e, incappando più volte nel Custode, si fa aiutare nella fuga dai Nomini, raggiungendo così la tromba dell'ascensore e arrivando alle camere della Signora. Ora braccato dai Bambini Ombra, il Fuggiasco scappa dalle camere, ma incappa in una stanza dove la Signora si stava specchiando, vedendo il suo deforme volto. La donna lo nota, lo insegue e lo cattura, trasformandolo in Nomino. Il Fuggiasco viene lasciato andare, ora consapevole perché mai i Nomini lo avevano aiutato senza esserne spaventati, e raggiunge i suoi simili nella sala ospiti, rivelandosi essere il Nomino che tenterà di offrire a Six una salsiccia, venendo divorato da essa.

## Personaggi
- Six: protagonista del gioco, è una bambina di 9 anni con i capelli neri; indossa un impermeabile giallo e pantaloncini bianchi, cammina sempre scalza e porta con sé un accendino. Spesso viene presa da una mostruosa fame, che si scopre nel gioco seguente essere originata dal rimorso di un ignobile atto. Intelligente e coraggiosa, si rifiuta di accettare il proprio destino.
- Six oscura: Ogni volta che Six mangia qualcosa, un'ombra oscura dalle sue fattezze si fa sempre più nitida avvicinandosi a lei. Anche questa è una manifestazione del rimorso di Six. Nel finale (come il nome dei modelli lascia intuire) prende possesso di Six.
- I Nomini: sono dei minuscoli esseri simili a gnomi. Abitano ne Le Fauci non curandosi di ciò che avviene al suo interno. Nel DLC, come si evince dalle loro ombre e dal fato del Fuggiasco, si scoprono essere i bambini che hanno fallito la fuga dalle Fauci, tramutati dalla Signora.
- Il Fuggiasco: protagonista del DLC, è un bambino di circa 8 anni che, approfittando dell'assenza del Custode, scappa dalle stanze dei bambini in cui è rinchiuso, desideroso di lasciare Le Fauci e gli incubi al suo interno. Riesce a raggiungere la residenza della Signora con l'aiuto dei Nomini e scopre il vero volto della donna, da cui viene poco dopo catturato e trasformato anch'egli in un Nomino.
- Roger il Custode: il primo ostacolo di Six (e il secondo del Fuggiasco), è l'addetto all'area bambini, assicurandosi che rimangano nelle loro stanze, poi li imbozzola e li manda alle cucine, pronti per essere cucinati. È cieco per via della maschera di pelle che gli cade sugli occhi, ma compensa questa sua lacuna con due lunghe braccia e un sensibile udito. Six lo sconfigge facendo chiudere una porta blindata sulle sue braccia, tagliandogliele.
- I Cuochi Gemelli: due paffuti e orrendi gemelli addetti alle cucine delle Fauci, dove preparano il cibo, usando i bambini che gli passa il Custode come ripieno, e lavano i piatti.
- Gli ospiti: obesi e affamati passeggeri delle Fauci. Si ingozzano di tutto ciò che gli viene portato, incuranti dell'origine degli ingredienti. Alcuni tentano di afferrare Six mentre passa accanto a loro. Vengono poi tutti uccisi dal potere oscuro che Six ha preso dalla Signora.
- Nonnina: una vecchia donna che sorveglia i sotterranei allagati delle Fauci forse legata alla Signora. Insegue il Fuggiasco quando entra in acqua e, nell'ultima sezione, tenta pure di buttare giù le impalcature dove si rifugia. Troverà la morte quando il Fuggiasco getta una TV accesa in acqua, friggendola.
- La Signora: una donna vestita da Geisha, padrona delle Fauci. Indossa sempre una maschera per nascondere il volto sfigurato, motivo per cui ha rotto quasi tutti i suoi specchi. Tuttavia il suo modello e ciò che si può scorgere del suo volto scoperto dopo la battaglia con Six, mostrano un bel volto, lasciando pensare che gli specchi rivelino ciò che l'occhio nudo non può vedere. Trasforma i bambini che arrivano a lei in Nomini, forse assorbendone la loro energia per mantenersi giovane, ma viene uccisa da Six che la fa specchiare più volte, per poi divorarla dalla fame, assorbendone i poteri oscuri, che usa per fuggire dalle Fauci.

## Sviluppo
Il gioco venne inizialmente annunciato a maggio del 2014 dal Tarsier Studios con il titolo Hunger, senza dire però chi lo avrebbe pubblicato per PlayStation 4. Dopo un teaser trailer reso disponibile a febbraio 2015, non si è saputo più nulla del progetto fino all'agosto del 2016, quando la Bandai Namco annunciò un suo accordo con il Tarsier Studios per la pubblicazione del progetto, allora reintitolato Little Nightmares.

## Contenuto scaricabile
Il gioco ha ricevuto alcuni contenuti scaricabili, una maschera raffigurante un tengu, una teiera, un cappuccio marrone e una maschera raffigurante una volpe, indossabili nel gioco sulla testa di Six (ma non indossabili con Il Fuggiasco). Il 29 maggio 2017 è stato annunciato un DLC nominato I segreti delle Fauci, nel quale si vedrà protagonista un bambino conosciuto come Il Fuggiasco il quale, come Six, vuole fuggire dalle Fauci e la cui storia si svolge parallelamente a quella della bambina. I capitoli che compongono questa espansione sono tre: Le Profondità, Il Nascondiglio e La Residenza, usciti rispettivamente il 6 luglio 2017, il 9 novembre 2017 e il 22 febbraio 2018.

## Accoglienza
| Testata                         | Versione | Giudizio |
| ------------------------------- | -------- | -------- |
| Metacritic (media al 28-4-2017) | PC       | 81/100   |
| Metacritic (media al 28-4-2017) | PS4      | 78/100   |
| Metacritic (media al 28-4-2017) | XONE     | 83/100   |
| Metacritic (media al 28-4-2017) | NS       | 79/100   |
| Destructoid                     | -        | 8.5/10   |
| Game Informer                   | -        | 9/10     |
| GameRevolution                  | -        |          |
| GameSpot                        | -        | 8/10     |
| GamesRadar+                     | -        |          |
| IGN                             | -        | 8.8/10   |
| PC Gamer                        | -        | 78/100   |
| Polygon                         | -        | 8.5/10   |
| VideoGamer.com                  | -        | 9/10     |

Little Nightmares ha ricevuto recensioni "generalmente positive", secondo l'aggregatore di recensioni di videogiochi Metacritic.
Cory Arnold ha detto su Destructoid "Little Nightmares mi ha ipnotizzato con una suspense sempre presente" e gli ha assegnato un punteggio di 8,5/10. Jonathan Leack di Game Revolution ha dato al gioco un punteggio di 3 stelle su 5 dicendo che "Little Nightmares sembra avere un doppio significato. Da un lato, il gameplay è un incubo, che mette regolarmente alla prova la tua pazienza e la tua volontà di andare avanti. Dall'altro, l'atmosfera e il design audio si dimostrano terrificanti in un modo che gli amici dell'horror ammireranno.
Sam Prell di GamesRadar+ gli ha assegnato 4 stelle su 5 affermando che "A volte meccanicamente goffo, ma artisticamente valido, Little Nightmares potrebbe darti sui nervi ogni tanto, ma le sue immagini si insinueranno nel tuo cervello e non se ne andranno mai". Il punteggio di 8,8/10 di Joe Skrebels su IGN ha affermato che "allegramente strano, incessantemente cupo e silenziosamente intelligente, Little Nightmares è una nuova interpretazione dell'horror molto gradita". "Un platform accettabile ma un gioco horror profondamente fantasioso, Little Nightmares vale la pena di essere giocato per la sua gamma di immagini inquietanti", è stata la conclusione di Samuel Roberts su PC Gamer con un punteggio di 78/100.
Whitney Reynolds ha dato a Little Nightmares un punteggio di 8,5/10 su Polygon con il consenso: "Little Nightmares si è fatto strada nei miei sogni perché è abbastanza luminoso, abbastanza sicuro da farmi abbassare la guardia. Il gioco non riesce sempre a bilanciare alcuni fondamentali del game design. Ma quando le luci si sono spente, mi ha lasciato ricordare che, in realtà, sono solo una piccola cosa in un mondo pericoloso. Inoltre, che i mostri con grandi braccia lunghe e prensili sono davvero, davvero inquietanti."
Eurogamer ha classificato il gioco al 28° posto nella lista dei "50 migliori giochi del 2017", e GamesRadar+ lo ha classificato al 20° posto nella lista dei 25 migliori giochi del 2017, mentre Polygon lo ha classificato al 27° posto nella lista dei 50 migliori giochi del 2017.

## Opere correlate

### Fumetto
Nell'edizione speciale di Little Nightmares venne distribuito con il gioco anche un fumetto, originariamente pensato per quattro volumi, ma solo due di essi furono pubblicati.
La trama vede Six incappare in un gruppo di ragazzini nascosti in un condotto al riparo dalle sanguisughe dalla luce di una candela. In ogni volume, uno di essi avrebbe raccontato del suo passato e del motivo che li ha spinti a finire sulle Fauci, non perché rapiti, ma perché invitati per essere al sicuro dai mostri. Nel primo volume, si scopre che Six incappò in un uomo, il Traghettatore, che l'accompagnò (come gli altri bambini del fumetto) alle Fauci per fuggire ad un mostro: nel suo caso, sé stessa

### Serie TV
Nel 2017 viene annunciato che i fratelli Anthony e Joe Russo, registi di alcuni film del Marvel Cinematic Universe, hanno intenzione di adattare Little Nightmares per il piccolo schermo, insieme al co-autore di Nightmare Before Christmas, Henry Selick.

### Very Little Nightmares
Very Little Nightmares racconta le vicende antecedenti all'opera originale. Una ragazza dall'impermeabile giallo precipitata con una mongolfiera, atterrando all'interno, in una grande residenza, chiamata il Nido. Qui avrà a che fare con un mostruoso inserviente e un grottesco maggiordomo, al servizio di una sadica e feroce Erede che sembra legata con alcune persone delle Fauci.
Inizialmente uscito solo per i dispositivi Apple su App Store il 30 maggio 2019, ne uscì successivamente la versione per i dispositivi Android annunciata il 10 dicembre 2019.

### Little Nightmares 2
Il 19 agosto 2019, durante il Gamescom 2019 viene annunciato il sequel intitolato Little Nightmares 2. Il gioco esce l'11 febbraio 2021 sulle console Nintendo Switch, PlayStation 4, Xbox One, su Stadia e su Steam.
Nonostante sia stato presentato come sequel, il gioco è in realtà un prequel del primo capitolo.

### Il Suono degli Incubi
Il 22 agosto 2023 viene rilasciato un podcast ufficiale in sei episodi di una storia con protagonista Nessi, una bambina a contatto con il Nulla tramite i suoi sogni, e il suo psichiatra, il Dottor Otto.

### Little Nightmares 3
Nonostante fosse stato dichiarato che il franchise fosse arrivato ad uno stop per i creatori originali, il 22 agosto 2023 Bandai Namco ha pubblicato il primo trailer di un nuovo titolo: Little Nightmares III.